# هوارد زين
هوارد زين (بالإنجليزية: Howard Zinn)‏ (‏24 أغسطس 1922 - 27 يناير 2010) مؤرخ أمريكي، ناقد اجتماعي وسياسي عالمي. ولد لأبوين يهوديين.
تدمج فلسفة زين ما بين الفكر الماركسي والاشتراكية والديمقراطية الاجتماعية. وكان حتى وفاته من أبرز المدافعين عن الحقوق المدنية والحركات المناهضة للحرب منذ الستينيات.
ألف ما يزيد عن 20 كتاباً من أكثرها انتشاراً كتاب تاريخ الولايات المتحدة، وهو كتاب ما زال يطبع منذ عقود وقد بيع منه أكثر من مليون نسخة.
هوارد زين أستاذ فخري في قسم العلوم السياسية في جامعة بوسطن. وكان يقيم في حي أوبورندالي نيوتن في ماساشوستس. زوجته روزلين كانت فنانة - وقد توفيت في 14 مايو 2008. وبالإضافة إلى الفن، اشتغلت كمحررة وقامت بتحرير جميع كتب زوجها والعديد من مقالاته. وقد أنجبا مايلا وجيف، ولهما منهما خمسة أحفاد.

## الحقوق المدنية
في عام 1956 عُيِّن زِن رئيساً لقسم التاريخ والعلوم الاجتماعية في كلية سبيلمان حيث شارك في حركة الحقوق المدنية. وتعاون مع المؤرخ ستاوغتون ليند في توجيه الطلاب والناشطين وتوعيتهم لما له علاقة بالحقوق المدنية، وأقيل من عمله بعد أن وقف مع الطلاب في مطالبهم بخصوص المساواة، وعلق على تلك الفترة بقوله: «لقد تعلمت من طلابي أكثر مما تعلموا مني».
كتب زِن كثيرًا عن النضال من أجل الحقوق المدنية، وأخذ إجازة مدة سنة عام 1960 ليتفرغ لكتابة اثنين من أهم كتبه.

## جهوده المناهضة للحرب
التحق عام 1964 بجامعة بوسطن، حيث درّس التاريخ والحريات المدنية حتى عام 1988، خلال هذه المرحلة عرف زين بانتقاده الكبير للحرب، خصوصاً حرب فيتنام.
لقد تشكلت آراؤه المناهضة للحرب من خلال خبرته الشخصية. ففي أبريل/نيسان من عام 1945 شارك في قصف مدينة روين في فرنسا، في أول استخدام لقنابل النابالم في تاريخ الحروب. القنابل استهدفت الجنود الألمان الذين، حسب وصف زِن، كانوا ينتظرون اليوم الذي تنتهي فيه الحرب. الهجوم تسبب بمقتل جنود ألمان ومدنيين فرنسيين. بعد تسع سنوات أخرى زار زِن مدينة رويان، لقراءة بعض التقارير وإجراء بعض المقابلات مع السكان. في كتابه، «سياسة التاريخ» و«القارئ زِن»، استخلص بأن قرار ذلك الهجوم اتخذه قادة بهدف تحسين أوضاعهم الوظيفية أكثر من تحقيق أي هدف عسكري.
يناقش زِن شرعية العمليات العسكرية التي يسقط فيها مدنيون في قصف المدن كما حصل في دريسدن، رويان، طوكيو، هيروشيما، ناجازاكي، إبّان الحرب العالمية الثانية، وعلى مدينة هانوي في حرب فيتنام وبغداد في حرب العراق الأخيرة. وقد قدّم وجهة نظره في كتاب «هيروشيما، نهاية الصمت»، حول استهداف المدنيين، وكانت نسبة المدنيين في الحرب العالمية الأولى نحو 1 إلى 10 جنود، وفي الحرب العالمية الثانية 1 إلى 1، لكنها في الحروب الحديثة باتت 2 إلى 8، وبدل قصف المدنيين، وقال بأن مواجهة دول المحور كان يمكن أن يتم إبّان الحرب العالمية الثانية من خلال النشاطات الشعبية والمقاومة اللاعنفية.

## فيتنام والعراق
زيارة زِن إلى فيتنام بصحبة دانييل بيرغان، خلال عام 1968، حققت إطلاق سراح ثلاثة من جنود سلاح الجو الأمريكي، وهم أول من يتم تحريرهم منذ بدء الهجوم الأمريكي على ذلك البلد. وقد تم الترحيب بالحدث على مستوى واسع، وتناقلته الصحف والقنوات، وكتبت حوله الكتب ومنهم كتاب: «من رفع صوته؟ الاحتجاجات الأمريكية ضد حرب فيتنام».
وكان زِن معارضًا قويًا للحرب ضد العراق، وأكد أنّ أمريكا ستنهي حربها واحتلالها للعراق عندما يتعاظم حجم الاحتجاجات داخل الجيش، بنفس الطريقة التي حصل بها الأمر في فيتنام.

## تاريخ الناس
يرى زِن كمؤرخ بأن تاريخ الولايات المتحدة الأمريكية يقدم في الكتب التقليدية بطريقة قاصرة. فقام بكتابة تاريخ الولايات المتحدة بنفسه، من خلال كتاب «التاريخ الشعبي للولايات المتحدة» في محاولة لتقديم وجهات نظر أخرى للتاريخ الأمريكي. يقدم الكتابة وصفاً للصراع بين الأمريكيين الأصليين والأوربيين، والغزو الأمريكي والتوسع، العبيد ضد العبودية، النقابات ضد الرأسماليين، النساء ضد الاضطهاد، الأفروأمريكيين ضد التمييز العنصري للحصول على حقوقهم المدنية، وآخرون ممّن لم تحظَ قصصهم بفرصة في الطريقة التي يُعرَض بها التاريخ عادة.
ظهرت الطبعة الأولى عام 1980، ومنذ ذلك الحين أصبح الطلاب مطالَبين بقراءته في الثانويات والجامعات، وصار أحد النماذج الشهيرة في نقد علوم التدريس.
في ربيع عام 2003 احتفالاً ببيع النسخة رقم مليون من الكتاب عقدت جلسة لقراءة الكتاب وإصدار تسجيل صوتي مع مؤثرات صوتية في مدينة نيويورك. وبصوت هوارد زِن نفسه. تم بث الحفل على شبكة «ديمقراطية الآن» (Democracy Now!) ونُشِر الحفل أيضاً في أقراص مدمجة تحت عنوان: «الناس يتكلمون: أصوات أمريكية، بعضها مشهور، وبعضها مغمور».

## نقد
يقدم مايكل كازين وهو ليبرالي معارض للماركسية وصفاً لهاورد زين، باعتباره «مبشراً ذو خيال ضيق لا يعني التاريخ بالنسبة إليه سوى سلسلة طويلة من الازدواجية الأخلاقية الصارمة». ويرد أروان سارفر على كازين بإظهار احترامه وإكباره لـ«التاريخ الصوتي الشعبي للولايات المتحدة»، إنها قصص تعرض روايات محزنة وأخرى ترفع الرأس من التاريخ الأمريكي.
ويقول كانييل فلين، وهو صاحب كتابين يدعم فيهما مواقف اليمين، أن زِن «ذو عقلية منغلقة داخل إيديولوجيا ضيقة».

## مؤلفاته
- فنانون في زمن الحرب 1993
- الحرب الباردة والجامعة (1997)
- إعلان الاستقلال: فحص الإيديولوجيا الأمريكية (1991)
- العصيان والديمقراطية: المغالطات التسع حول لقانون والنظام (1968 وطبعة جديدة 2002)
- إيما: مسرحية من فصلين حول إيما غولدمان، ثائرة أمريكية 2002
- فشل في الانسحاب (1993)
- مستقبل التاريخ: مقابلات مع ديفيد بارسماين (1999)
- هيروشيما، نهاية الصمت (1995)
- التاريخ الشعبي في الولايات المتحدة
- تاريخ الشعبي للحرب الأهلية

ومؤلفات أخرى كثيرة

## وصلات خارجية
- هوارد زين على موقع IMDb (الإنجليزية)
- هوارد زين على موقع ميوزك برينز (الإنجليزية)
- هوارد زين على موقع إن إن دي بي (الإنجليزية)
- هوارد زين على موقع أول ميوزيك (الإنجليزية)
- هوارد زين على موقع ديسكوغز (الإنجليزية)
- هوارد زين على موقع قاعدة بيانات الفيلم (الإنجليزية)
- مشروع زين للتعليم